# Brigantenrache
Brigantenrache ist ein deutsches Stummfilmdrama von Reinhard Bruck mit Asta Nielsen und Bruno Decarli, der auch als Produzent in Erscheinung trat, in den Hauptrollen. Die Geschichte basiert auf einer Novelle von Konrad Telmann.

## Handlung
Die Geschichte spielt in der Wildnis von Dalmatien (Balkan) mit seiner rauen Karstlandschaft und deren kernig-leidenschaftlichen Bewohnern. In diesem Umfeld heiratet die Einheimische Anica Danilo, den Sohn eines Geschäftsfreundes ihres Vaters. Der Mann, den sie jedoch eigentlich liebt, heißt Ruggiero, und der kann sich mit Anicas Entscheidung partout nicht abfinden. Seine Eifersucht kocht derart hoch, dass er sich zum Brigantentum entschließt und eine Bande von Gesetzlosen gründet, die Danilo ermorden soll. Nachdem das Verbrechen ausgeführt worden ist, ist nun die Polizei hinter dem Übeltäter her, der sich zur Flucht entschließt. Anica, die aus der Beziehung mit Danilo einen Sohn zur Welt gebracht hat, ist fortan der Willkür ihres einstigen Geliebten ausgesetzt.
Ruggiero tötet sogar Anicas Kind, als dessen Schreie der auf der Suche nach ihnen befindlichen Staatsmacht den Aufenthaltsort der Bande zu verraten droht. Seit diesem Mord an ihrem eigen Fleisch und Blut ist Anicas Liebe zu Ruggiero in blanken Hass umgeschwenkt. Sie hat nur noch ein Ziel: Rache nehmen! Um ihre Absicht zu verbergen, tut sie gegenüber Ruggiero weiterhin so, als sei sie ihm zugetan. Sie geht mit ihm ins Bett und lässt sich sogar von dem Mörder ihres Kindes schwängern. Doch kaum hat Anica ihr zweites Kind zur Welt gebracht, stürzt sie sich vor Ruggieros Augen von einem Felsen in die Tiefe und reißt dabei sich und das Neugeborene in den Tod.

## Produktionsnotizen
Brigantenrache, ein Nebenwerk der Nielsen, entstand angeblich bereits 1920 in und nahe Split (Jugoslawien), passierte am 10. Februar 1922 die Filmzensur und wurde eine Woche darauf in Berlins U. T. am Nollendorfplatz uraufgeführt. Die Länge des mit Jugendverbot belegten Sechsakters betrug 1903 Meter.

## Kritiken
Das Neue Grazer Tagblatt schrieb: „Asta Nielsen erfüllt in diesem neuen Film nicht ganz die Erwartungen, die man an den Namen dieser großen Filmtragödin zu knüpfen gewohnt ist. Prachtvoll sind die Bilder aus dem malerisch schönen Süddalmatien und den wüsten Steineinöden des Karstes, die dem spannenden Film aus dem todgeweihten Leben dalmatinischer Briganten seinem Rahmen geben. Bruno Decarli als ‚Desperado‘ in Maske und Spiel von erschreckend echter Wildheit.“
Der St. Pöltner Bote befand: „In hervorragenden Aufnahmen, prächtigen Szenen können wir noch immer Asta Nielsen auf der Höhe ihres schauspielerischen Könnens bewundern.“